# Przysietnica (województwo podkarpackie)

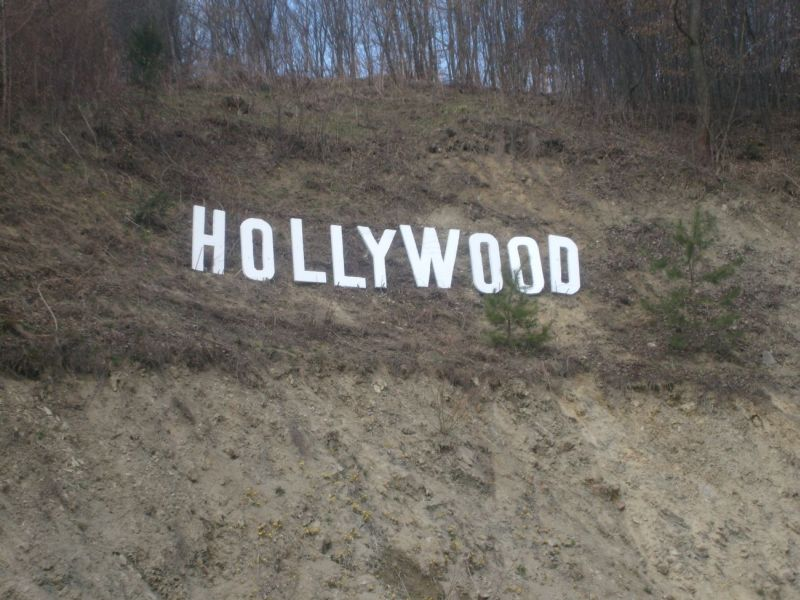
Napis „Hollywood” w Przysietnicy

Przysietnica – wieś w Polsce, położona w województwie podkarpackim, w powiecie brzozowskim, w gminie Brzozów.

## Integralne części wsi
| Rodzaje    | Nazwy |
| ---------- | --- |
| przysiółki | Bielówka, Nowiny |
| części wsi | Baranówka, Bazelówka, Buczkówka, Dział, Folwark, Jajkówka, Jasek, Mazurówka, Mikosiówka, Obojówka, Obszar, Ostrowiec, Pietrykówka, Potok, Rębówka, Rzepkówka, Ściborówka, Terchówka, Wolajnówka, Zublówka |

Miejscowość liczy ponad 4 tys. mieszkańców, położona jest na Pogórzu Karpackim, w paśmie Pogórza Dynowskiego; przez środek wsi płynie rzeka Sietnica dopływ Stobnicy, która swe źródło ma w lesie na terenie Przysietnicy. Miejscowość jest siedzibą rzymskokatolickiej parafii św. Marcina należącej do dekanatu Brzozów w archidiecezji przemyskiej.

## Historia
W 1413 Zyndram z Maszkowic otrzymując wieś Przysietnicę wziął na siebie obowiązek obrony ziemi przed najazdami Tatarów i przed zbójnikami beskidzkimi.
Na przełomie XVI i XVII wieku położona była w ziemi sanockiej województwa ruskiego. Wieś klucza brzozowskiego biskupów przemyskich. W połowie XIX wieku właścicielem posiadłości tabularnej Przysietnica było biskupstwo przemyskie rzymskokatolickie.
Do 1954 istniała gmina Przysietnica. W latach 1975–1998 miejscowość położona była w województwie krośnieńskim.

## Związani ze wsią
Z Przysietnicy pochodzą:
- Jan Olejko (1936-2000), nauczyciel, autor monografii pt. Przysietnica. Zarys dziejów[9][10].
- Józef Rzepka, polski samorządowiec, burmistrz Brzozowa
- Zenon Sobota – działacz niepodległościowy[11]
- Władysław Wrona – poseł na Sejm I i II kadencji, polityk, działacz społeczny, rolnik.

## Obiekty
- Zespół Szkół nr 1 (SP1 im. Marii Konopnickiej i Gimnazjum nr 1)
- SP2 im. Macieja Rataja i Gimnazjum nr 2 im. ks. Pawła Komborskiego
- Biblioteka
- Kościół św. Marcina
- Kościół św. Józefa
- Cmentarz parafialny
- Kapliczka w Baniskach
- Krzyże na Nogajowym Dziale
- Remiza OSP
- Ośrodek zdrowia
- Stadion Ludowego Klubu Sportowego Iskra Przysietnica
- Drewniany budynek dawnego dworku biskupiego, obecnie ośrodek turystyczny